# Норт-Лебанон Тауншип (округ Лебанон, Пенсільванія)
Норт-Лебанон Тауншип (англ. North Lebanon Township) — селище (англ. township) в США, в окрузі Лебанон штату Пенсільванія. Населення — 12 041 особа (2020).

## Демографія
Згідно з переписом 2010 року, у селищі мешкало 11 429 осіб у 4474 домогосподарствах у складі 3403 родин. Було 4661 помешкання
Расовий склад населення:
| - 92,3 % — білих - 1,7 % — чорних або афроамериканців - 1,4 % — азіатів - 0,1 % — корінних американців - 3,1 % — осіб інших рас |

До двох чи більше рас належало 1,4 %. Частка іспаномовних становила 8,0 % від усіх жителів.
За віковим діапазоном населення розподілялося таким чином: 21,9 % — особи молодші 18 років, 61,4 % — особи у віці 18—64 років, 16,7 % — особи у віці 65 років та старші. Медіана віку мешканця становила 44,1 року. На 100 осіб жіночої статі у селищі припадало 96,2 чоловіків;  на 100 жінок у віці від 18 років та старших — 93,6 чоловіків також старших 18 років.
Середній дохід на одне домашнє господарство  становив 70 875 доларів США (медіана — 57 769), а середній дохід на одну сім'ю — 78 782 долари (медіана — 69 359). Медіана доходів становила 47 800 доларів для чоловіків та 35 947 доларів для жінок. За межею бідності перебувало 6,3 % осіб, у тому числі 7,6 % дітей у віці до 18 років та 3,4 % осіб у віці 65 років та старших.
Цивільне працевлаштоване населення становило 6351 особа. Основні галузі зайнятості: освіта, охорона здоров'я та соціальна допомога — 23,1 %, роздрібна торгівля — 16,9 %, виробництво — 14,0 %.